# Куйзеука
Куйзеука (рум. Cuizăuca) — село у Резинському районі Молдови. Утворює окрему комуну.

## Населення
За даними перепису населення 2004 року у селі проживали 1458 осіб.
Національний склад населення села:
| Національність       | Кількість осіб | Відсоток   |
| -------------------- | -------------- | ---------- |
| молдавани румуни     | 1424 13        | 97,7% 0,9% |
| українці             | 9              | 0,6%       |
| росіяни              | 9              | 0,6%       |
| інша / без відповіді | 3              | 0,2%       |
| Всього               | 1458           | 100%       |

## Видатні уродженці
- Кобаснян Володимир Віссаріонович (1935-2017) — молдовський актор і педагог.